# Xbox network
Xbox network, anteriormente Xbox Live (ou Xbox LIVE, como era estilizado) é um serviço de entrega de mídia digital e jogos multijogador online criado e operado pela Microsoft Services, Pass and Chat Entertainment, uma divisão da Microsoft. A Xbox network permite aos jogadores conectarem e jogarem entre si com muitas funcionalidades, tais como: download de bônus para jogos, criação de perfis, torneios, chat por voz, etc. Ele foi disponibilizado pela primeira vez para o sistema Xbox em 15 de novembro de 2002. Uma versão atualizada do serviço tornou-se disponível para o console Xbox 360 no lançamento do sistema em novembro de 2005, e uma versão aprimorada foi lançada em 2013 com o Xbox One ,e depois continuado para o Xbox Series X e S.
O serviço foi ampliado em 2007 na plataforma Windows, chamada Games for Windows – Live, que disponibiliza a maioria dos aspectos do sistema em computadores com Windows. A Microsoft anunciou planos para estender o Live para outras plataformas, como dispositivos móveis e celulares, como parte da iniciativa Live Anywhere. Com o sistema operacional móvel da Microsoft, o Windows Phone, a funcionalidade completa do Xbox Live está integrada aos Windows Phones que foram lançados desde o final de 2010. O serviço foi desativado para o Xbox original em 15 de abril de 2010 agora apenas jogável online através de aplicativos de tunelamento de rede de área local (LAN) como o XLink Kai.
O serviço Xbox Live está disponível como um serviço gratuito, conhecido antigamente como Xbox Live Silver, agora apenas como Xbox Live Free e um serviço baseado em assinatura conhecido como Xbox Live Gold, respectivamente, com a maioria dos recursos, como jogos online estão restritos ao serviço Gold. Atualmente existem quase 90 milhões de usuários ativos no Xbox Live.
Ele pode ser adquirido pelo console, pelo site, ou pela compra de um código pré-pago de 25 caracteres em algumas lojas (algumas vezes por preços maiores).
E em 2021 a Microsoft anunciou que estaria fazendo mudanças no serviço, como mudar o nome de "Xbox Live" para "Xbox network", e jogos que são de graça, poderão ser jogados on-line gratuitamente.

## História

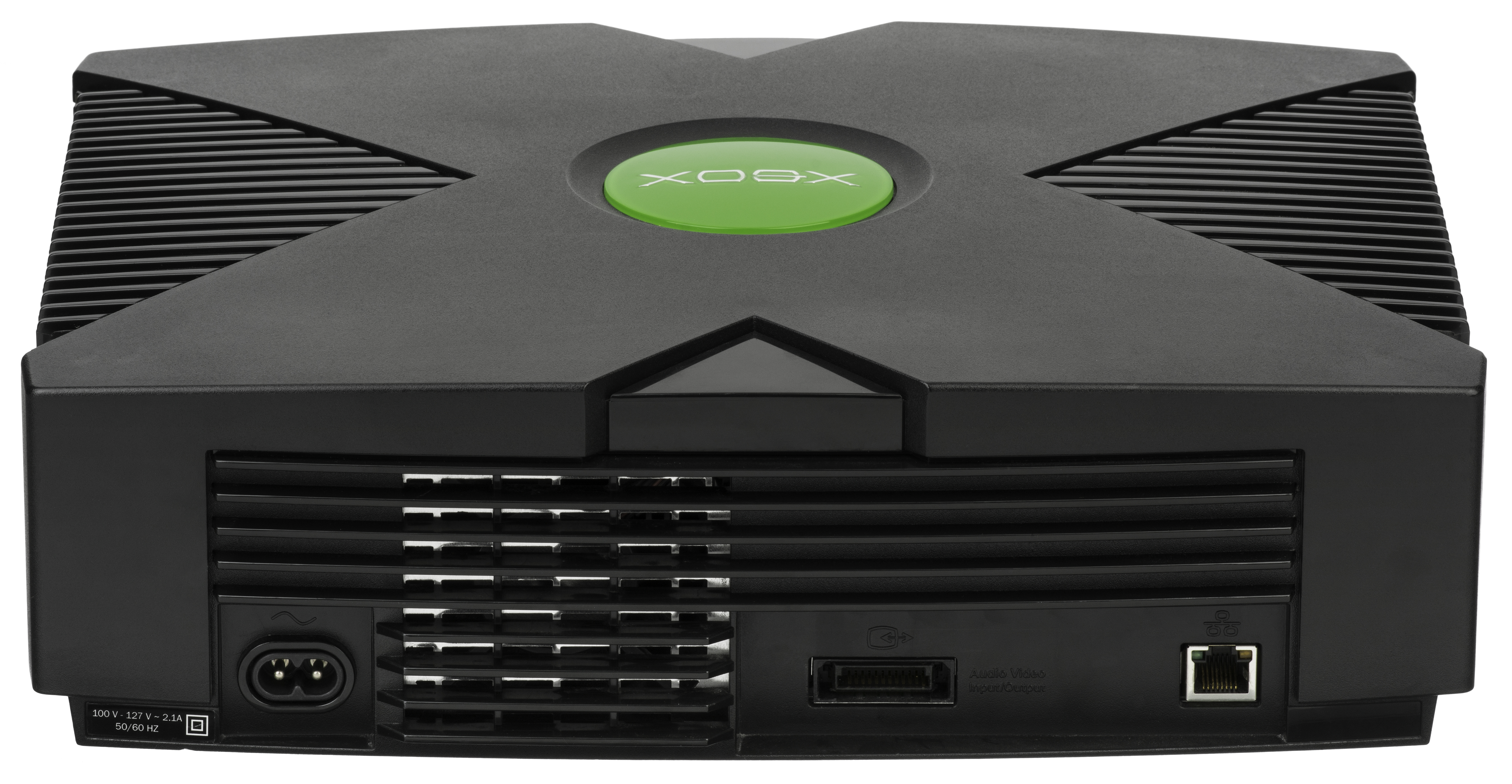
Traseira do primeiro Xbox com entrada para cabo ethernet.

Como a Microsoft desenvolveu o console Xbox original, os jogos online foram designados como um dos principais pilares da estratégia do Xbox. A Sega fez uma tentativa de capitalizar a cena dos jogos on-line sempre crescente quando lançou o console de videogame Dreamcast em 1999, incluindo o suporte on-line como padrão, com o serviço SegaNet na América do Norte e Dreamarena na Europa. No entanto, devido à falta de adoção generalizada de banda larga na época, o Dreamcast foi fornecido com apenas um modem dial-up, enquanto um adaptador de banda larga lançado posteriormente não era amplamente suportado nem amplamente disponível. Conteúdo para download estava disponível, embora limitado em tamanho devido à conexão de banda estreita e às limitações de tamanho de um cartão de memória. O PlayStation 2 não foi lançado inicialmente com recursos de rede integrados.
A Microsoft, no entanto, esperava que o Xbox tivesse sucesso onde o Dreamcast falhou. A empresa determinou que jogos online intensos exigiam a taxa de transferência de uma conexão banda larga e o espaço de armazenamento de uma unidade de disco rígido, e, portanto, esses recursos seriam vitais para a nova plataforma. Isso permitiria não apenas o download de conteúdo significativo, como novos níveis, mapas, armas, desafios e personagens, para ser baixado rapidamente e armazenado, mas também permitir a padronização de recursos intensivos de largura de banda, como a comunicação por voz. Steve Ballmer e Bill Gates tiveram a visão de criar conteúdo de download premium e add-ons que atrairiam muitos novos clientes. Com base nesse raciocínio, o console incluiu uma porta Ethernet padrão (10/100) para fornecer conectividade a redes de banda larga comuns, mas não incluiu um modem ou qualquer suporte dial-up, e seu serviço online foi projetado para suportar apenas usuários de banda larga. Críticos zombaram, citando a baixa adoção de banda larga na virada do século.
Quando o Xbox foi lançado em 15 de novembro de 2001, o serviço online ainda sem nome foi destinado a uma implantação no verão americano de 2002. O serviço finalmente recebeu o nome de Xbox Live na E3 2002, quando o serviço foi revelado na íntegra. Estandes com som abafado e consoles Xbox conectados via banda larga - apresentando uma versão inicial de Unreal Championship - exibiam o serviço no salão da exposição. O título da Epic Games foi um dos títulos principais do serviço, que foi marcado para uma estreia em 15 de novembro de 2002, marcando o aniversário do lançamento do Xbox. A Microsoft anunciou que 50 títulos do Xbox Live estariam disponíveis no final de 2003. Utilizando a largura de banda de banda larga necessária, o Xbox Live apresentava uma "Lista de Amigos" unificada e uma única identidade em todos os títulos (independentemente da publicadora do jogo), e chat de voz padronizado com um fone de ouvido e comunicação, um recurso que ainda estava prematuro.
Antes do lançamento, a Microsoft recorreu a vários grupos de beta testers para melhorar o serviço e receber feedback dos recursos. A primeira onda de beta testers recebeu Re-Volt! (que nunca foi lançado oficialmente no Xbox) e NFL Fever 2003 para o teste beta. Depois que os testes beta foram concluídos, a Microsoft enviou a esses beta testers um cartão de memória laranja translúcido, um estojo para fone de ouvido e uma camiseta de beta tester com o slogan "I have great hands" ("Eu tenho ótimas mãos"). Quando o serviço foi lançado, faltava grande parte da funcionalidade que os títulos posteriores incluíam, mas o Xbox Live cresceu e evoluiu no Xbox e muitos aspectos do serviço foram incluídos com o console Xbox 360 de fábrica, e não por meio de uma atualização posterior. A 5000ª patente da Microsoft era relacionada ao Live e deu aos usuários do Xbox 360 acesso para assistir a outros jogadores competirem uns contra os outros pelo Xbox Live.
A embalagem dos títulos jogáveis no Xbox Live no console Xbox original apresentava a marca registrada de uma barra dourada abaixo do cabeçalho Xbox. Tom Clancy's Splinter Cell e Brute Force exibiam um design de "bolha" da Live, pois só apresentavam conteúdo para download. Foi mudado mais tarde, em que todos os títulos do Xbox Live incluíam a barra dourada universal da Live. Na época do Xbox 360, todos os títulos eram obrigados a fornecer pelo menos uma forma limitada de "reconhecimento" do Xbox Live. Em julho de 2004, o Xbox Live alcançou 1 milhão de usuários on-line. Em julho de 2005, o Xbox Live alcançou 2 milhões de usuários online.
Em 15 de novembro de 2007, a Microsoft comemorou o 5º aniversário do Xbox Live, oferecendo aos mais de 8 milhões de assinantes o título Carcassonne gratuitamente e premiando os jogadores que assinaram o Live desde a sua criação com 500 Microsoft Points grátis. Devido às interrupções intermitentes do serviço no final de dezembro de 2007 e início de janeiro de 2008, a Microsoft prometeu oferecer um jogo Xbox Live Arcade gratuito a todos os usuários do Xbox Live como compensação, em uma carta aberta a todos os membros do Xbox Live de Mark Whitten. aumento da demanda dos compradores do Xbox 360 (o maior número de novas inscrições de usuários na história do Xbox Live) foi dado como o motivo do tempo de inatividade. Em 18 de janeiro de 2008, a Microsoft anunciou que a Undertow seria oferecida gratuitamente aos membros Gold e Free para a semana de 23 de janeiro a 27 de janeiro como compensação.
Em 12 de novembro de 2009, Dennis Durkin, o diretor de operações do negócio de entretenimento interativo da Microsoft, anunciou que 10 de novembro de 2009, o lançamento de Call of Duty: Modern Warfare 2 marcou o dia mais movimentado do Xbox Live, com mais de dois milhões de usuários ativos simultaneamente.
Em 5 de fevereiro de 2010, Marc Whitten anunciou que o Xbox Live tinha atingido 23 milhões de membros. No mesmo dia, Larry Hyrb, do Xbox Live's Major Nelson, anunciou em seu blog que o suporte do Xbox Live para o Xbox original seria interrompido em 15 de abril de 2010, incluindo o jogo online através da retro compatibilidade no Xbox 360 e todo o conteúdo por download para jogos do Xbox original.
Em agosto de 2010, a Microsoft anunciou um aumento no custo de 20% do Xbox Live Gold em vários países, pela primeira vez desde a sua criação. O serviço básico também foi renomeado. Antes de outubro de 2010, o serviço gratuito era conhecido como Xbox Live Silver.
Foi anunciado em 10 de junho de 2011 que o serviço seria totalmente integrado ao Windows 8 da Microsoft. Em outubro de 2011, a Microsoft anunciou a transmissão ao vivo de televisão a cabo com vários provedores.
Em fevereiro de 2013, Yusuf Mehdi, vice-presidente corporativo do negócio de entretenimento interativo da Microsoft, compartilhou que os membros do Xbox Live agora somam 46 milhões, 15% a mais que um ano atrás, durante a conferência Dive into Media, no sul da Califórnia.
Em junho de 2014, a Microsoft retirou os requisitos do Xbox Live Gold para baixar aplicativos de mídia streaming (incluindo Netflix, Hulu, YouTube, Internet Explorer, Skype e outros), embora várias taxas de aluguel ou assinatura ainda possam ser aplicadas pelas empresas desses serviços.
Em 25 de dezembro de 2014, tanto a PlayStation Network quanto o Xbox Live sofreram interrupção na rede após um ataque de negação de serviço. A funcionalidade foi restaurada em 28 de dezembro, com alguns usuários enfrentando dificuldades nos dias que se seguiram. Um grupo chamado "The Phantom Squad" ameaçou interromper a rede Xbox Live através de um ataque de negação de serviço em 25 de dezembro de 2015.
Em 2019, a Official Xbox Magazine revelou que o Xbox Live terá cross platform, e servirá Android, iOS e Nintendo Switch.

## Informação de usuário

### Gamertag
Um Gamertag é o nome universal do nome de usuário de um jogador no Xbox Live. Um Gamertag usado on-line deve ser exclusivo e ter até quinze caracteres, incluindo números, letras e espaços. Gamertags podem ser alterados usando um console Xbox One ou Xbox 360 (a primeira vez é grátis, e depois por um preço de £8 / R$20), o Xbox 360 suporta oito perfis habilitados para Xbox Live por unidade de memória e trinta e dois perfis no disco rígido.
O status da conta Gamertag de um jogador pode ser verificado usando uma variedade de ferramentas on-line, o que é útil especialmente ao procurar um novo Gamertag ou ao confirmar que existe um Gamertag. Usando um Gamertag válido, qualquer jogador pode ser localizado e enviado por mensagens de dentro do Live. Existem também vários sites que permitem aos usuários do Gamertags fazer upload de fotos e informações sobre si mesmos.
Os gamertags podem ser usados em vários lugares, incluindo o Games for Windows - Live, Zune, XNA Creators Club e, é claro, o Xbox One e o Xbox 360.

Os gamertags também contêm imagens de avatar (ou "imagens de jogador"), às vezes associadas a determinados jogos ou personagens do jogo. No Xbox 360, estão disponíveis imagens de jogador individuais, mas geralmente são agrupadas em pacotes. Também é possível tirar fotos "públicas" (que são mostradas para todos que visualizam um perfil, a menos que o usuário tenha um conjunto de imagens "pessoal" diferente) que pode ser tirado de avatares ao usar o editor de avatar.
Os usuários eram proibidos de usar strings como gay ou se referir à homossexualidade de qualquer maneira em seu Gamertag ou perfil, por ser considerado "conteúdo de natureza sexual", mesmo que a string ocorra em um sobrenome legítimo. Incidentes em que uma mulher foi suspensa do serviço por se identificar como lésbica, e um incidente em que um usuário do sexo masculino foi suspenso por usar seu sobrenome "Gaywood" em seu nome de usuário atraiu controvérsia. Em fevereiro de 2009, Stephen Toulouse, gerente do Programa de Conduta do Xbox Live, esclareceu a política do serviço sobre identificação sexual, afirmando que "Expressão de qualquer orientação sexual [...] não é permitido em Gamertags", mas a empresa está "examinando como podemos fornecê-lo de uma forma que não seja mal utilizada." As mudanças anunciadas em março de 2010 permitem que os membros do Xbox Live expressem sua orientação sexual em seus gamertags e perfis.

### Gamerscore
O Gamerscore (G) é um sistema de acumulação de pontos de conquistas que reflete o número de conquistas acumuladas por um usuário no Xbox Live através da exibição do número de pontos acumulados. Esses pontos de conquista são concedidos para a conclusão de desafios específicos de um jogo, como bater um nível ou acumular um determinado número de vitórias contra outros jogadores em partidas on-line e vários outros desafios no jogo.
Inicialmente, os jogos Xbox 360 de varejo ofereciam até 1.000G distribuídos por um número variável de Conquistas, enquanto cada título do Xbox Live Arcade continha 12 Conquistas totalizando 200G. Em 1º de fevereiro de 2007, a Microsoft anunciou em seu Blog do Gamerscore algumas novas políticas que os desenvolvedores devem seguir relacionadas ao Gamerscore e Conquistas em lançamentos futuros. Todos os jogos regulares baseados em disco devem ter 1.000 pontos de Gamerscore no jogo base; o título pode ser enviado com menos de 1.000 pontos, mas qualquer coisa adicionada posteriormente deve ser gratuita. Desenvolvedores de jogos agora também têm a opção de adicionar até 250 pontos via conteúdo baixável a cada trimestre após o primeiro ano de lançamento (para um total de 1.750 pontos). Os títulos do Xbox Live Arcade também permitem que os jogadores obtenham Gamerscore, inicialmente até 200 Gamerscore com pontos adicionais até 50 Gamerscore via conteúdo para download (para um total de 250 pontos), mas alguns jogos XBLA agora contêm até 400 Gamerscore sem DLC.
Em 26 de maio de 2007, Halo 2 foi o primeiro título do Games for Windows a apresentar as Conquistas, que contou com o Gamerscore de um jogador.
Em 25 de março de 2008, a Microsoft reprimiu "Gamerscore cheaters" (aqueles que usaram ferramentas externas para inflar artificialmente seu Gamerscore), e reduziu seus Gamerscores a zero sem a opção de recuperar as pontuações que haviam sido "ganhas", e marcou o jogador, indicando em seu Gamertag que eles eram "Cheater".
O desenvolvimento do sistema Gamerscore criou um novo nicho na economia da internet. Muitos sites foram criados para fornecer aos jogadores dicas e truques para obter pontos de conquista. Alguns sites são exclusivamente dedicados a esses guias de conquistas, e alguns blogs fornecem guias de jogos além de seus outros conteúdos.
Em 13 de março de 2014, Ray Cox IV ou "Stallion83" se tornou o primeiro jogador na história a atingir 1 milhão de Gamerscore.

### Gamercard
O Gamercard é um painel de informações usado para resumir o perfil de um usuário no Xbox Live da Microsoft. As informações sobre um Gamercard incluem:
- Gamertag (na frente de uma barra de prata ou ouro) (membros ativos de ouro que tiveram Xbox Live por menos de um ano apresentam pequenas bolhas. Qualquer coisa por ano ou mais apresentará o número de anos).
- Imagem de jogador (avatar)
- Reputação
- Gamerscore
- Área do Jogador
- Jogos recentes jogados

O Gamercard de um jogador pode ser visualizado no Xbox 360 ou on-line no Xbox.com. A barra superior que exibe o Gamertag é mostrada na frente de uma barra prateada ou dourada que designa se o jogador tem uma assinatura Xbox Live Free ou Gold (respectivamente). Se o jogador fizer parte da equipe de lançamento do Xbox 360, a barra superior também terá texto adicional informando "Launch Team" em segundo plano. Sites de terceiros permitem que os usuários publiquem uma versão renderizada de seu Gamercard como um pequeno applet em Flash ou imagem JPEG em qualquer site ou fórum da Internet.
Da mesma forma, os usuários do Mac OS X podem baixar widgets que exibem seu Gamercard do Xbox Live no Dashboard do Mac OS X. Estes podem ser baixados em qualquer Mac com OS X 10.4 ou superior através da página de download de widgets da Apple.
Existem quatro Áreas do Jogador; A Recreação é para jogadores casuais, a Família é para jogadores family-friendly (sem palavrões, etc.), o Profissional é para jogadores competitivos que gostam de desafios, e a Underground é para jogos sem barreiras onde vale tudo (contanto que isso não viole os Termos de Uso do Xbox Live). No entanto, na prática, estas áreas do jogador são exibidas apenas no Gamercard do jogador, e não tendem a afetar a experiência de jogo ou a correspondência de jogadores em jogos online.

### TrueSkill
TrueSkill é um sistema de ranqueamento e matchmaking que foi implementado pela primeira vez como parte dos serviços Live do Xbox 360. Desenvolvido no Microsoft Research Cambridge (Reino Unido), o sistema de classificação TrueSkill agora é usado em mais de 150 títulos para o Xbox 360 e no Games for Windows – Live em jogos como Warhammer 40.000: Dawn of War II. Ele usa um modelo matemático de incerteza para resolver os pontos fracos em sistemas de classificação existentes, como o Elo. Por exemplo, um novo jogador se juntando em ligas de milhões de jogadores pode ser classificado corretamente em menos de 20 jogos. Ele pode prever a probabilidade de cada resultado do jogo, o que aumenta o matchmaking competitivo, tornando possível reunir equipes com habilidades balanceadas de um grupo de jogadores com diferentes habilidades.
Quando o matchmaking começa, o sistema tenta combinar as pessoas com base em seu nível de habilidade estimado. Se duas pessoas estiverem competindo frente a frente e tiverem o mesmo nível de habilidade estimado com baixa incerteza estimada, cada um deles terá aproximadamente 50% de chance de ganhar uma partida. Desta forma, o sistema tenta tornar cada partida o mais competitiva possível.
Para evitar o abuso do sistema, a maioria dos jogos classificados tem opções relativamente limitadas para o matchmaking. Por design, os jogadores não podem jogar facilmente com seus amigos em jogos ranqueados. No entanto, essas contramedidas falharam devido a técnicas como conta(s) alternativa(s) e falhas do sistema, em que cada sistema possui sua própria classificação TrueSkill individual. Para fornecer jogos menos competitivos, o sistema oferece suporte a Player Matches não classificados, que permite que pessoas de qualquer nível de habilidade sejam emparelhados (geralmente incluindo "convidados" em uma conta). Essas correspondências não contribuem para a classificação TrueSkill.

## Xbox Games Store
Xbox Games Store (anteriormente Xbox Live Marketplace) é uma vitrine unificada que oferece conteúdo gratuito e premium para download, incluindo títulos do Xbox Live Arcade, Xbox Live Indie Games, jogos originais do Xbox, demos de jogos do Xbox 360, material de expansão de jogos (como: mapas extras, veículos, músicas), trailers, imagens de jogador e temas, programas de televisão, vídeos de música, locações de filmes, aplicativos e jogos e muito mais.
Em 17 de novembro de 2009, a Microsoft lançou o aplicativo Zune para download para o Xbox 360. Este aplicativo transforma o Xbox 360 em um dispositivo Zune. Depois de baixar o aplicativo Zune, ele assume os menus e seções do Marketplace do console. Com a adição do Zune Marketplace a um console Xbox 360, é possível comprar filmes em vez de apenas alugá-los. O Zune Marketplace tem uma oferta de conteúdo muito mais extensa em comparação com o clássico Xbox Live Marketplace.

## Xbox Play Anywhere
Xbox Play Anywhere é um programa de compra cruzada anunciado na E3 2016 e lançado em 13 de setembro de 2016. Sob o esquema, jogos suportados comprados digitalmente na Microsoft Store para Xbox One também podem ser baixados em um PC com Windows 10 (executando o Windows 10 com a atualização de aniversário ou posterior) através da Microsoft Store usando a mesma conta Microsoft, sem custo adicional, e vice-versa. O esquema também promove a capacidade de sincronizar dados salvos, conquistas e conteúdo para download entre as versões de Windows 10 e Xbox One de um jogo.

## Xbox Live Gold
Xbox Live Gold é um serviço de assinatura paga para a comunidade Xbox. A inscrição no Xbox Live é gratuita, mas, com exceção da versão do Windows 10, para jogar on-line e acessar alguns serviços principais, é necessária uma taxa de assinatura recorrente. Os recursos que exigem uma assinatura Gold incluem jogos online, matchmaking/smartmatch, bate-papo privado, chat em grupo e comunicação de voz no jogo. Outros recursos, como gravação de jogos e compartilhamento de mídia, também exigem uma assinatura Gold. Da mesma forma, os membros comuns do Xbox Live podem baixar e acessar o aplicativo de transmissão ao vivo do Twitch, mas, para transmitir o próprio jogo, é necessária uma assinatura Gold. Os títulos free-to-play também necessitam de uma assinatura Gold para jogar online. Os assinantes são beneficiados com espaço "na nuvem" para armazenamento de arquivos e acesso antecipado ou exclusivo a betas, ofertas especiais, Games with Gold e Video Kinect.

### Games with Gold
Games with Gold é um programa no qual os downloads digitais de jogos são oferecidos gratuitamente aos assinantes Gold. O Games with Gold foi lançado para o Xbox 360 em julho de 2013, enquanto os jogos do Xbox One foram adicionados em junho de 2014. O Xbox 360 recebe um jogo duas vezes por mês, enquanto o Xbox One recebe dois jogos por mês. Os jogos baixados através do programa na Xbox 360 são gratuitos, sem restrições adicionais. Os títulos Games with Gold do Xbox One exigem uma assinatura Gold ativa para serem usados e ficam bloqueados e não podem ser reproduzidos se a assinatura expirar. Em novembro de 2015, todos os títulos Games with Gold para o Xbox 360 são retrocompatíveis no Xbox One.

## New Xbox Experience
Na E3 2008, a Microsoft anunciou que todos os proprietários do Xbox 360 receberiam uma nova atualização do dashboard, chamada New Xbox Experience (NXE), em 19 de novembro de 2008 que adicionou vários novos recursos. Embora a nova interface seja geralmente baixada quando um novo Xbox é conectado ao Xbox Live, alguns jogos, incluindo Fight Night Round 4, Portal 2 e Dragon Ball: Raging Blast, também poderão instalar a atualização.
Um recurso é a capacidade de assistir à qualidade padrão e a streaming de filmes em 720p e programas de TV da Netflix por meio do Xbox 360. Esse recurso está disponível apenas nos EUA e no Canadá e requer uma assinatura do Xbox Live Gold e do Netflix Unlimited. Os usuários também podem assistir títulos da Netflix com seus amigos em um grupo de até 8 jogadores. Os membros do Xbox Live têm a capacidade de visualizar mais de 12.000 filmes e episódios. Os usuários podem procurar títulos com base em seus interesses e classificações da Netflix com a interface do Xbox. Os usuários não precisam mais visitar o site para escolher o conteúdo a ser assistido. Quando um jogador faz um grupo, ele também pode participar de jogos, conversar ou assistir a uma apresentação de slides de fotos.
Outro recurso oferece aos jogadores a capacidade de criar Avatares. Os jogadores são capazes de personalizar os avatares, alterando a forma do corpo, características faciais, cabelo e roupas, bem como novas roupas sendo lançadas de tempos em tempos. O Xbox Live exige que os usuários selecionem um avatar. Uma outra característica é a possibilidade de instalar um disco de jogo inteiro na unidade de disco rígido do Xbox 360, o que diminui os tempos de carregamento, e reduz significativamente o ruído devido ao jogo a ser lido a partir do disco rígido e não da unidade de disco óptico (semelhante ao Recurso PS2 HD LOADER). Para a maioria dos jogos, esse recurso também reduz o tempo gasto na leitura do disco, o que ajuda a prolongar a vida útil do mecanismo da unidade óptica.

Durante a conferência de imprensa na E3, a Microsoft anunciou o Xbox Live Primetime, uma série de programas programados onde os membros do Xbox Live podem jogar uns contra os outros. O primeiro jogo anunciado é uma adaptação do game show da Endemol 1 vs. 100, no qual um membro do Xbox Live jogará contra 100 outros membros com uma apresentação ao vivo e prêmios entregues. Em 15 de julho de 2010, a Microsoft confirmou que 1 vs. 100 seria cancelado.
A guia do Xbox também foi redesenhado. Os jogadores não são apenas capazes de ver seus amigos e mensagens, mas são capazes de acessar sua biblioteca de jogos. Se um usuário tiver instalado qualquer jogo em seu disco rígido do Xbox 360, ele poderá iniciar o jogo imediatamente a partir da guia, estejam eles em um jogo ou no painel. A Microsoft também confirmou que cada novo Xbox 360 vem com três contas gratuitas de teste do Xbox Live Gold. Ao criar uma nova conta, o jogador pode reivindicar um período de teste ao se recusar a pagar pela assinatura Gold; permitindo, portanto, que o usuário experimente o modo de jogo on-line para o período de avaliação de um mês, após o qual o jogador é obrigado a pagar taxas de assinatura para continuar usando o matchmaking on-line. Major Nelson também anunciou que a atualização suporta 16:10 em VGA ou HDMI, ampliando a escolha de resoluções.
Embora as atualizações anteriores do sistema tenham sido armazenadas na memória interna, essa é a primeira atualização a exigir um dispositivo de armazenamento. A atualização requer pelo menos 128 MB de espaço livre em um cartão de memória ou em um disco rígido. A Microsoft afirmou que muitos usuários da versão Core ou Arcade do Xbox 360 não teriam espaço suficiente em seus cartões de memória limitados para a nova atualização e, portanto, forneceram a eles um cartão de memória de 512 MB ou um desconto em um disco rígido de 20 GB por um tempo limitado. Depois do término da promoção todas as novas unidades da versão arcade agora vêm com 512 MB de memória interna.
A NXE foi vazada em sites Torrent e pôde ser instalada através de uma unidade USB. Major Nelson da Microsoft afirmou que a instalação não autorizada da NXE resultaria no banimento do console do usuário do Xbox Live até seu lançamento oficial, em 19 de novembro de 2008.

### Atualização
Em 22 de setembro de 2010, Major Nelson anunciou que o dashboard do Xbox Live seria redesenhado novamente. O novo design incorporaria a interface Metro usada em outros produtos da Microsoft, como o Zune HD e o Windows Phone. Assim como um novo esquema de cores e outros pequenos ajustes no layout geral, a atualização também incluiria um "hub Kinect", projetado especificamente para o sensor Kinect para facilitar a navegação no painel. Os membros do Xbox Live puderam se inscrever para um programa de preview, que foi aberto em 29 de setembro de 2010. O novo dashboard foi lançado oficialmente em 6 de dezembro de 2011.
Em 6 de junho de 2011 na E3, foi anunciado que o painel seria atualizado novamente para incluir o mecanismo de busca Bing, permitindo que os usuários procurassem por jogos, trailers, filmes etc. O Kinect também seria atualizado para permitir que os usuários navegassem no painel e no Bing usando sua voz. Outras atualizações incluirão armazenamento em nuvem, acesso ao YouTube e streaming de televisão ao vivo. A atualização do dashboard foi adiada até 6 de dezembro de 2011.
Em 13 de maio de 2014, a Microsoft anunciou mudanças na associação ao Xbox Live Gold que permitiriam que os assinantes acessassem aplicativos disponíveis como Netflix, Twitch, MLB.tv, etc., sem uma assinatura Gold nos consoles Xbox One e Xbox 360, embora taxas de aluguel ou assinatura desses serviços ainda sejam necessárias. A Microsoft estaria oferecendo reembolsos pro-rata para o serviço de pedidos até 31 de agosto de 2014. A empresa também anunciou o "Games with Gold" que daria aos assinantes jogos gratuitos tanto no Xbox 360 quanto no Xbox One com uma única assinatura, e o "Deals with Gold" para descontos exclusivos para assinantes Gold em jogos do Xbox One e Xbox 360 na Xbox Store.

## Xbox Video
Em 6 de novembro de 2006, a Microsoft anunciou o Xbox Video (anteriormente Xbox Video Marketplace), uma loja de vídeo exclusiva acessível por meio do console. Lançado nos Estados Unidos em 22 de novembro de 2006, o primeiro aniversário de lançamento do Xbox 360, o serviço permite que usuários nos Estados Unidos baixem programas de televisão de alta definição e definição padrão para compra e filmes para locação em um console Xbox 360 para visualização. Com exceção de clipes curtos, o conteúdo não está disponível no momento para streaming e deve ser baixado. Os filmes estão disponíveis para locação no Video Marketplace. Eles expiram em 14 dias após o download ou no final das primeiras 24 horas após o início da reprodução do filme, o que ocorrer primeiro. Os episódios de televisão podem ser adquiridos para possuir e são transferíveis para um número ilimitado de consoles. Os arquivos baixados usam áudio surround 5.1 e são codificados usando VC-1 para vídeo em 720p, com um bitrate de 6,8 Mbit/s. O conteúdo de televisão é oferecido pela MTV, VH1, Comedy Central, Turner Broadcasting e CBS; e o conteúdo de filme é pela Warner Bros., Paramount e Disney, junto com outras publicadoras.

## Programas
A iniciativa "Game with Fame" tem sido a maneira da Microsoft conectar os membros do Xbox Live a celebridades e desenvolvedores de jogos. Participantes notáveis do "Game with Fame" incluem Shia LaBeouf, Jack Black, Rihanna, Velvet Revolver, Victoria Justice, Shaun Wright-Phillips, Scissor Sisters, Paramore, Korn, OK Go, The Red Jumpsuit Apparatus, Dream Theater, Linkin Park, Green Day e Insane Clown Posse.
"Xbox Ambassadors" são membros do Xbox Live selecionados pela Microsoft que provaram ser úteis para os outros e estão dispostos a ajudar os novos usuários do Xbox Live e responder a suas perguntas. Em março de 2009, havia embaixadores representando 18 países em mais de 30 idiomas.
"Xbox Rewards" foi uma promoção criada para fornecer aos jogadores incentivos para jogar no Xbox Live, subsidiando pontos de conquista ganhos com recompensas reais. Os jogadores precisavam se registrar para desafios específicos que, se concluídos com sucesso, renderiam uma recompensa específica.
"Xbox Live Rewards" é uma promoção atual que fornece aos membros do Xbox Live, Reward Points (que não devem ser confundidos com os extintos Microsoft Points) quando renovam sua associação Gold, compram algo no Marketplace etc.
"Xbox Live Labs" foi um programa encontrado na seção da comunidade e estava disponível de 10 a 27 de março de 2011 para membros nos Estados Unidos. Se um jogador optar por participar, ele é recompensado com itens de avatar e 3 conquistas de zero pontos.
SentUAMessage foi um programa que teve como objetivo responder a perguntas enviadas pelos telespectadores sobre qualquer coisa relacionada ao mundo do Xbox. O show durou quatro séries e foi lançado todos os sábados. O show foi conduzido inteiramente por perguntas geradas pelos usuários. Para garantir que o volume de perguntas permaneça alto, os fãs podiam entrar em contato com o show de várias maneiras, incluindo o envio de perguntas ao Gamertag SentUAMessage pelo Xbox LIVE, escrevendo um email ou usando sites de redes sociais.

## Segurança
A Microsoft implementa várias medidas de segurança diferentes em seu serviço Xbox Live. Uma delas assume a forma de uma verificação de segurança proativa que garante que apenas máquinas não modificadas possam acessar seus serviços. Em 17 de maio de 2007, a Microsoft baniu consoles com firmware modificado do Xbox Live. Segundo a Microsoft, os consoles com firmware de origem, qualidade ou intenção desconhecidas foram banidos permanentemente do Xbox Live. Um representante da Microsoft indicou que a ação foi tomada para garantir "a integridade do serviço e proteger nossos parceiros e usuários".
Foi descoberto que pretexto era usado para representar um usuário do Xbox Live para sabotagem. A Microsoft implementou maior segurança para diminuir a suscetibilidade do serviço à engenharia social.
No início de novembro de 2009, a Microsoft baniu aproximadamente 1   milhões de consoles com firmware modificado do Xbox Live.
Em outubro de 2011, os usuários do Xbox Live relataram ter acesso não autorizado às suas contas Xbox Live, com os Microsoft Points sendo usados e/ou comprados posteriormente para comprar vários itens no jogo FIFA 12. A Microsoft está respondendo a esses incidentes restringindo o acesso à conta por 25 dias enquanto a equipe de fraude investiga. A EA e a Microsoft negaram que haja um problema com a segurança.
Em 25 de dezembro de 2014, a PlayStation Network e o Xbox Live sofreram interrupções na rede após um ataque de negação de serviço. A funcionalidade foi restaurada em 28 de dezembro, com alguns usuários enfrentando dificuldades nos dias seguintes.

## Disponibilidade
O Xbox Live está disponível em 42 territórios:
- África do Sul
- Alemanha
- Argentina
- Austrália
- Áustria
- Bélgica
- Brasil
- Canadá
- Chile
- Colômbia
- Coreia do Sul
- Dinamarca
- Espanha

Disponibilidade da Xbox Live

- Estados Unidos (incluindo Porto Rico)
- Finlândia
- França
- Países Baixos
- Hong Kong
- Índia
- Irlanda
- Itália
- Japão
- México
- Noruega
- Nova Zelândia
- Portugal
- Reino Unido
- Singapura
- Suécia
- Suíça
- Taiwan

Para usuários de outros países não são oficialmente suportados, é possível acessar o Xbox Live se fornecerem um endereço localizado em um país em que o Xbox Live esteja oficialmente disponível. O país selecionado durante a criação da conta afeta as opções de pagamento, o conteúdo e os serviços disponíveis para o usuário. Anteriormente, os usuários não podiam alterar a região de sua conta, mas em outubro de 2012, a Microsoft introduziu uma ferramenta de migração de conta como um projeto piloto, que permite ao usuário alterar sua região e manter seu perfil do Xbox Live. Assinaturas, como a do Xbox Music, não podem ser transferidas com esse método.
Em 18 de maio de 2011, a Microsoft anunciou que planejava lançar o Xbox Live no Oriente Médio nos próximos doze meses, mas isso nunca ocorreu durante esse período. No entanto, em 20 de outubro de 2012, a Microsoft anunciou oficialmente que o serviço seria lançado nos Emirados Árabes Unidos e na Arábia Saudita dentro de três dias. Em 4 de novembro de 2012, a Microsoft anunciou que o serviço seria lançado em 29 de novembro na Argentina e Israel. O serviço também apareceu no mês seguinte na Eslováquia e na Turquia. O serviço foi lançado na China no final de 2014.

### Brasil
Na E3 2010, a Microsoft oficializou a chegada da rede on-line ao país, mas sem uma data oficial. A Xbox Live foi lançada no dia 10 de novembro de 2010 no Brasil. Com direito a migração de conta para quem já fosse usuário da Live americana, ao fazer a migração da conta era mantido o perfil, conquistas, MS Points e o tempo restante da sua assinatura Gold.

## Desligamento do Xbox Live de primeira geração
O Xbox Live para o Xbox original foi descontinuado pela Microsoft em 15 de abril de 2010, incentivando os jogadores a atualizar para o Xbox 360. Embora o serviço oficial do Xbox Live tenha sido descontinuado para o Xbox original, software de tunelamento como o Xlink Kai, permite que os usuários do Xbox original joguem jogos por system link como em Halo 2 com outras pessoas de todo o mundo, assim como no Xbox Live. No entanto, nenhum software de terceiros desenvolvido até agora foi totalmente compatível com todos os títulos do Xbox original.

## Live Anywhere
O Live Anywhere é uma iniciativa da Microsoft para levar a rede de jogos e entretenimento online Live para uma ampla variedade de plataformas e dispositivos, incluindo Xbox, Xbox 360, Microsoft Windows (XP SP2/SP3, Vista e 7), Windows Phone, telefones Java e Zune. O serviço conceitual para dispositivos móveis foi demonstrado na E3 2006 e na CES em um telefone celular Motorola Q.
Chris Early, da Microsoft, esclareceu que o Live Anywhere é um projeto de longo prazo que deve ser lançado ao longo de vários anos.
Em 15 de fevereiro de 2010, a Microsoft anunciou seu novo sistema operacional móvel, o Windows Phone. Com o Windows Phone 7, a Microsoft integrou a funcionalidade completa do Xbox Live no Windows Phone.
A Microsoft anunciou em março de 2019 que forneceria SDKs do Xbox Live para dispositivos móveis iOS e Android, permitindo que os desenvolvedores nessas plataformas integrassem a maioria dos serviços do Xbox Live em seus aplicativos e jogos. A Microsoft também afirmou que está procurando trazer essa funcionalidade para o Nintendo Switch, prevendo que esse seja um recurso pós-lançamento para o porte do Switch de Cuphead.

## Receita
A Bloomberg estima que o Xbox Live provavelmente gerou mais de US$ 1 bilhão em receita no ano fiscal de 2010, que terminou em 30 de junho de 2010.